# Posokowiec

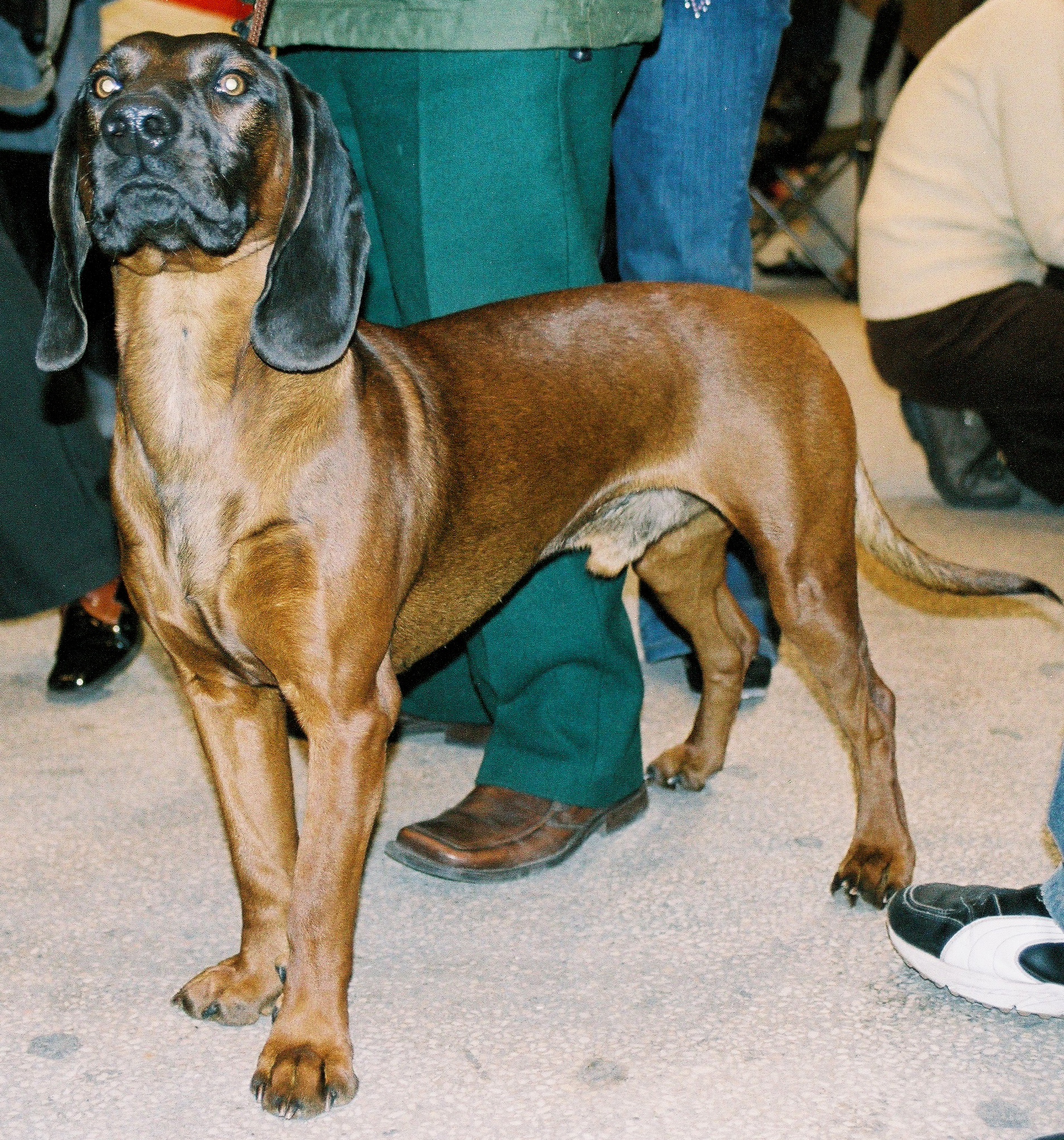
Posokowiec bawarski jest jednym z popularniejszych psów myśliwskich w Polsce

Posokowiec – wyspecjalizowany pies myśliwski z grupy psów gończych, który dzięki zmysłowi węchu, wyczulonemu na zapach krwi zwierzęcej zwanej posoką, potrafi tropić postrzeloną zwierzynę i doprowadzić do niej myśliwego (ma nie dopuścić do  ucieczki ranionego np. dzika czy jelenia).

## Psy określane mianem posokowców
- Niemcy
  - Posokowiec bawarski (Bayrischer Gebirgsschweisshund FCI nr 217)
  - Posokowiec hanowerski (Hannover'scher Schweisshund FCI nr 213)
- Austria
  - Alpejski gończy krótkonożny (Alpenländische Dachsbracke FCI nr 254)